# Hépatite
 Mise en garde médicale
L’hépatite désigne toute inflammation aiguë ou chronique du foie. Les causes les plus connues étant les infections virales du foie et l'alcoolisme. Mais l'hépatite peut aussi être due à certains médicaments ou à un trouble du système immunitaire de l'organisme. L'hépatite est dite aiguë lors du contact de l'organisme avec le virus ou chronique lorsqu'elle persiste au-delà de six mois après le début de l'infection. L'hépatite peut évoluer ou non vers une forme grave (fulminante), une cirrhose ou un cancer.
L'hépatite grave peut mener à la destruction du foie et, sauf transplantation hépatique, à la mort.
La journée mondiale contre l'hépatite, journée internationale consacrée à la prévention, la détection ainsi que le traitement des hépatites, est organisée par l'Organisation mondiale de la santé (OMS) tous les 28 juillet.

## Signes et symptômes

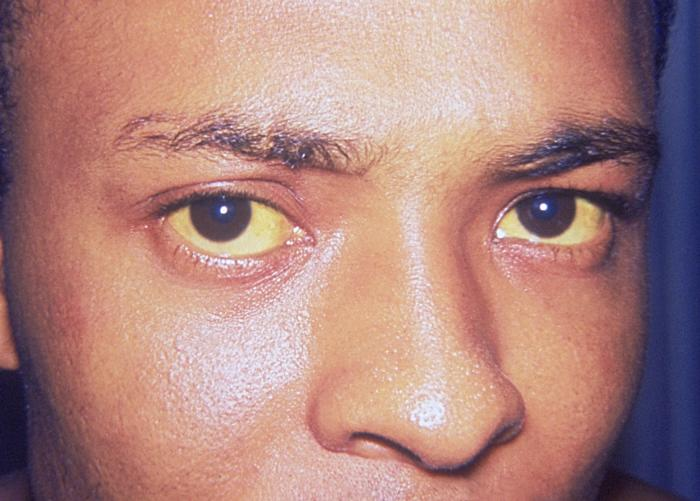
Yeux jaunes, signe possible, mais non systématique de l'hépatite (ictère).

La grande majorité des hépatites est asymptomatique c’est-à-dire ne présente aucun symptôme.
Cependant, il existe des symptômes qui ne sont pas spécifiques tels qu'une fatigue chronique, des nausées, la fièvre, la perte d'appétit, les maux de tête, les urines foncées à rougeâtres (et excréments jaune clair, traduisant un problème de bilirubine), les douleurs ostéoarticulaires.
La jaunisse (ictère) est caractéristique de cette maladie mais elle n'est pas spécifique.

## Épidémiologie
Selon l'OMS, l’hépatite virale touche 400 millions de personnes dans le monde, mais 95 % des personnes ayant une hépatite ignorent leur infection. Découvert en 1989, le virus de l’hépatite C est la première cause d’hépatites chroniques et de cirrhose en Europe et en Amérique du Nord.

## Typologie

### Types selon l'aspect lésionnel
- Hépatite aiguë
- Hépatite chronique

### Types selon la cause

#### Virale

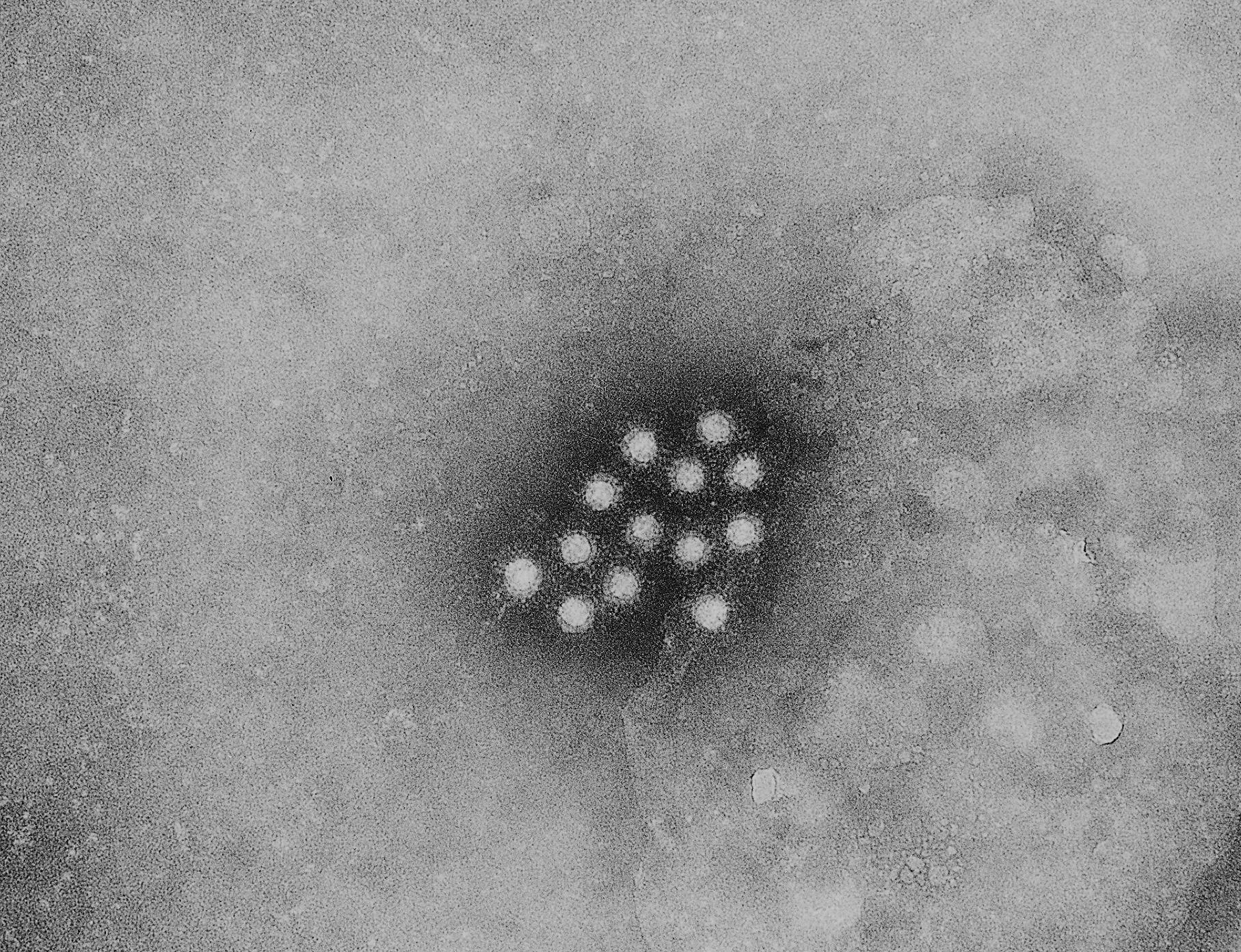
Virus de l'hépatite A.

Les hépatites virales sont les hépatites A, B, C, D, E et G.
Une hépatite F pourrait exister, mais les recherches n'ont pas abouti à l'heure actuelle.
Les cinq virus principaux sont l'hépatite A et E (causées par l’ingestion d’eau ou d’aliments contaminés) et l'hépatite B, C et D (habituellement survenant après un contact parentéral avec des liquides biologiques contaminés). L’hépatite B peut se transmettre par voie sexuelle.
Un adénovirus est responsable d'une forme d'hépatite aiguë chez l'enfant.

#### Hépatite médicamenteuse
Une fois dans le sang, les médicaments passent par le foie qui les métabolise et permet leur évacuation par les voies naturelles. Parfois, c'est ce passage hépatique qui active le médicament. Néanmoins, l'abus de certains médicaments peut conduire à une dégradation de l'état du foie et à une hépatite. Le paracétamol, par exemple, a une toxicité hépatique connue.

#### Hépatite de Lyme
La borréliose de Lyme a plusieurs fois été liée à une hépatite (hépatite granulomateuse souvent), généralement subclinique (aux premiers stades de l’infection), révélée par un taux d’enzymes hépatiques anormalement élevé. Cependant la manière dont la borréliose peut interférer avec le foie étaient en 2014 encore « largement inexplorée ».
Jusqu’alors ces hépatites n’avaient été signalées qu’en début de maladie, et en l’absence de traitement antibiotique,. Puis un article médical de 2014, a présenté le cas d’une femme de 53 ans, diagnostiquée positive à la maladie de Lyme, après un érythème migrant survenu en 1988 à la suite d'une piqure de tique, et ayant développé une hépatite aiguë (avec des enzymes hépatiques élevées) lors d’un traitement antibiotique. L'examen histologique des tissus de biopsie du foie a révélé des spirochètes dispersés dans tout le parenchyme hépatique.
Ces spirochètes ont été identifiés comme Borrelia burgdorferi par des tests moléculaires avec des sondes d'ADN spécifiques. Des spirochètes mobiles ont également été isolés de l'hémoculture du patient et l'isolat a été identifié comme Borrelia burgdorferi sensu stricto par deux laboratoires indépendants utilisant des techniques moléculaires, démontrant que le patient avait une infection systémique active à Borrelia burgdorferi et une « hépatite de Lyme » consécutive, en dépit du traitement antibiotique (clarithromycine et tinidazole). Les tests faits chez cette patiente pour le virus de l'hépatite A, le virus de l'hépatite B, le virus de l'hépatite C, le virus de l'immunodéficience humaine, le virus de l'herpès simplex, le virus d'Epstein-Barr, la syphilis, la toxoplasmose, le cytomégalovirus, les anticorps antinucléaires, les anticorps antimitochondriaux et l'enzyme de conversion de l'angiotensine étaient négatifs ou normaux. L'échographie abdominale et l'IRM ont révélé une architecture hépatique normale sans lésions focales ni dilatation biliaire.

#### Autres toxines causant une hépatite
- Amanite phalloïde
- Solvants (tétrachloroéthylène, chloroforme)

#### Auto-immune
L’hépatite auto-immune est une maladie inflammatoire chronique du foie caractérisée par la présence d’autoanticorps. La présence anormale de HLA II (Human Leucocyte Antigen) à la surface des hépatocytes (cellules du foie) entraîne une attaque des anticorps contre le foie : c’est l’hépatite auto-immune. Cette maladie peut évoluer vers la cirrhose. On peut distinguer 2 types d’hépatite auto-immune :
- l’hépatite de type 1 caractérisée par la présence d’anticorps antimuscle lisse (dirigé contre l’actine) et antinucléaire ;
- l’hépatite de type 2 caractérisée par la présence d’anticorps dirigés contre le réticulum endoplasmique (anticorps antimicrosome hépatique ou LKM et anticorps anticytosol hépatique).

Pour la traiter, on prescrit des corticoïdes qui sont efficaces dans 85 % des cas environ. On peut prescrire également des immuno-suppresseurs tels que l'azathioprine ou la ciclosporine. Si tout cela ne fonctionne pas, une transplantation peut être envisagée.

#### Déficience en alpha-1-antitrypsine
Le déficit en alpha 1-antitrypsine est une maladie génétique.

#### Stéatose hépatique non alcoolique
La stéatose hépatique non alcoolique est une surcharge en graisse du foie sans rapport avec la prise d'alcool. C’est une maladie le plus souvent asymptomatique mais dont la prévalence est actuellement en augmentation en raison du surpoids de plus en plus fréquent. Le problème est une évolution possible, dans un faible nombre de cas, vers une cirrhose, confirmant l’intérêt de son diagnostic.

## Hépatite chronique

### Microscopie
Une hépatite chronique est une pathologie nécrotico-inflammatoire du foie, de sévérité variée, excluant les maladies biliaires (cholangiopathies), la maladie alcoolique (hépatopathie alcoolique) et les stéatohépatites.

### Classification
Cette classification utilise les lésions élémentaires :
- nécrose,
- inflammation,
- fibrose.

Les termes anciens d'« hépatite chronique persistante » et « hépatite chronique agressive » ont été abandonnés. Ils ont été remplacés à partir de 1981, de façon progressive par le score de Knodell, puis, en 1994, par le score Metavir (ou index Metavir), établi par des anatomopathologistes français. Il semblait en effet que les nombreux paramètres nécessaires au score de Knodell ne pouvaient pas toujours être obtenus, en particulier sur des biopsies de petites tailles comportant peu d’espaces portes.

## Chez l’animal
Diverses formes, sporadiques ou infectieuses sont connues chez les animaux. Parmi les hépatites non infectieuses, on citera l’hépatite aiguë diffuse ou parenchymateuse (qui peut cependant être due à une infection) et l’hépatite suppurée ou abcès du foie, souvent sous la dépendance d’un corps étranger. Les hépatites chroniques ou cirrhoses se divisent chez les animaux en cirrhose hématogène, cirrhose biliaire et cirrhose cardiaque, selon l’origine pathogénique.